# Marianna Denhoff
Marianna Denhoff, död 1730, var en polsk aristokrat. Hon var mätress till Polens kung August den starke mellan 1713 och 1719. 
Hon ersatte år 1713 Anna Constantia von Brockdorff som Augusts mätress. Hon visade intresse för politik och skaffade sig snabbt inflytande över politiken, eftersom August visade sig villig att lyssna till hennes råd. Hon samarbetade med den franska ambassadören för att skapa en mer profransk politik, och övertalade år 1714 August att sluta den fransk-polska alliansen. Hon gifte sig 1718. Hon ersattes som mätress av Erdmuta Zofia von Dieskau år 1719. 